# Puntos suspensivos (instrumental)
Puntos suspensivos es un tema instrumental que ocupa la cara B del sencillo Hechizo del grupo Los Pekenikes y primero de una serie de canciones que no aparecen en álbum, aunque fue reeditado posteriormente en CD. 

## Miembros
- Alfonso Sainz - Guitarra
- Lucas Sainz - Guitarra solista
- Ignacio Martín Sequeros - Bajo eléctrico, armónica
- Tony Luz - Guitarra rítmica
- Félix Arribas - Batería, bongóes
- Pedro Luis García - Flauta
- Vicente Gasca - Trompeta